# Vlastimil Větrovec
Vlastimil Větrovec (* 22. dubna 1962) je bývalý český fotbalista.

## Fotbalová kariéra
V československé lize hrál za RH Cheb. Nastoupil v 8 ligových utkáních. V české národní fotbalové lize hrál za Spartak Ústí nad Labem a TJ VTŽ Chomutov, nastoupil ve 32 utkáních a dal 7 gólů.

## Ligová bilance
| Ročník                                   | Zápasy | Góly | Klub                   |
| ---------------------------------------- | ------ | ---- | ---------------------- |
| česká národní fotbalová liga 1984/85     | 27     | 7    | Spartak Ústí nad Labem |
| 1. československá fotbalová liga 1985/86 | 8      | 0    | RH Cheb                |
| česká národní fotbalová liga 1987/88     | 5      | 0    | TJ VTŽ Chomutov        |
| CELKEM                                   | 8      | 0    |                        |